# Leyton
Leyton este o suburbie din cadrul regiunii Londra Mare, Anglia, situată în nord-estul aglomerației londoneze. Leyton aparține din punct de vedere administrativ de burgul londonez Waltham Forest. 